# Koldinggade
Koldinggade på Østerbro i København er med indhak ca. 500 m lang og løber fra Østerbrogade til Løgstørgade. Gaden fortsætter i en fodgængertunnel under Østerbrogade. I den anden ende munder den ud i Århus Plads, der er en indhegnet legeplads med træer og buske. Nogle af træerne er ældre end kvarteret.
Der findes også en Koldinggade i Frederikshavn.

## Gadens historie
Gaden er navngivet omkring 1904 og tilhører gruppen af gader med navn efter større danske byer. 
I 1910'erne lå en urtekræmmer Ivar Bøgebjerre i nr. 6. Odense Tritotagefabrik ved O. Flamand havde en afdeling i nr. 9. Opdagelsesbetjent F. Balle boede i nr. 5, taksatrice Emilie Bruun Jacobsen i nr. 1 og landskabsmaler H.L. Matthiessen (måske dén Hjalmar Matthiessen?).
Midt i 1950'erne var der produktion i gaden: Forniklingsfabrikken Miva i nr. 30 lige ved siden af skjortefabrikken Skjorta (ved A. Schou). I nr. 14 Sesam låseservice, Nøglekartoteket og Østerbros låsespecialist E. Sørensen. På femte sal i nr. 8 lå Dansk Hollandsk Cigarfabrik (ved Oscar Sveistrup Petersen) og akkumulatorfabrikken El-Kraft lå i nr. 10. I nr. 33 tobakshandler Henry Tofteng, i nr. 35 frugthandler Christian Sørensen og Mejeri R. Madsen i nr. 31.
Davidskirkens børnehave lå i nr. 7.
I nr. 5 boede kontorchef S.A. Pharao. Skuespiller Aage Brandt boede i nr. 7 og Bispebjerg Hospitals Orkester havde en årrække adresse i nr. 25, 3 th.

## Bygninger i gaden
Davidskirken er fra 1910. Den er tegnet af Johan Nielsen (1863-1925). Kirken har klokketårn og våbenhus på trods af den beskedne grund, der var tilgængelig. Et lille indhak i gaden gør, at kirkerummet kan få lys ind fra højre.
Kirken er i røde mursten med nationalromantiske træk, som går igen i kirkerummet: Loftet har et naturfarvet trætøndehvælv, hvor trækbåndene har små bemalede rosetter i middelalderstil, som også ses i Københavns Rådhus.
Nr. 4 er fra 1956, i røde mursten og har firtakkede stjerner i betonen ved karnapperne.
Nr. 1-5 og 7-9 er fra 1905 og bygget af samme bygherre.
Nr. 23-39 er opført i 1913 i røde mursten og er eksempel på københavnerboliger: Nr. 23-25 og 37-39 har spidsbuer over trappeopgangenes øverste vinduer.
Nr. 26 er fra 1904 og er typisk for tiden. Hoveddøren er i særklasse.[kilde mangler] Preussisk blå med guldfarvede rosetter, facetslebne ruder og et ovalt dørhåndtag i messing.